# Liste des quartiers d'Avignon
 (mai 2018).
Si vous disposez d'ouvrages ou d'articles de référence ou si vous connaissez des sites web de qualité traitant du thème abordé ici, merci de compléter l'article en donnant les références utiles à sa vérifiabilité et en les liant à la section « Notes et références ».
La ville d'Avignon est divisée en neuf quartiers administratifs.
Par ordre alphabétique : Barthelasse-Piot, Centre, Est, Montfavet, Nord, Nord Rocade, Ouest, Saint-Chamand, Sud Rocade.
Chacun des neuf quartiers possède :
- une mairie annexe ;

- un conseil de quartier, composé de l'adjoint au maire d'Avignon délégué au quartier concerné, d'associations et d'habitants désireux de s'impliquer dans la vie quotidienne de leur quartier ;
- un élus référent, membre du conseil municipal, désigné par celui-ci. Il est issu de la majorité municipale.

## Quartier Centre

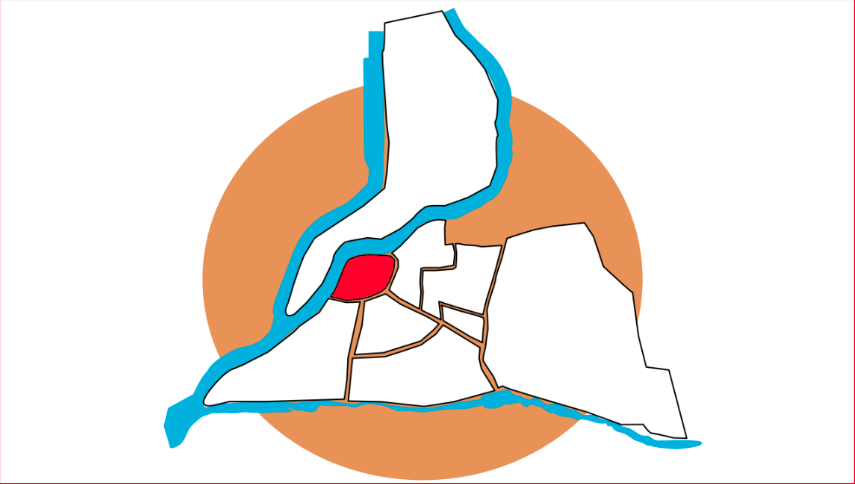
Localisation du quartier Centre sur la carte de la ville d'Avignon.

## Quartier Nord

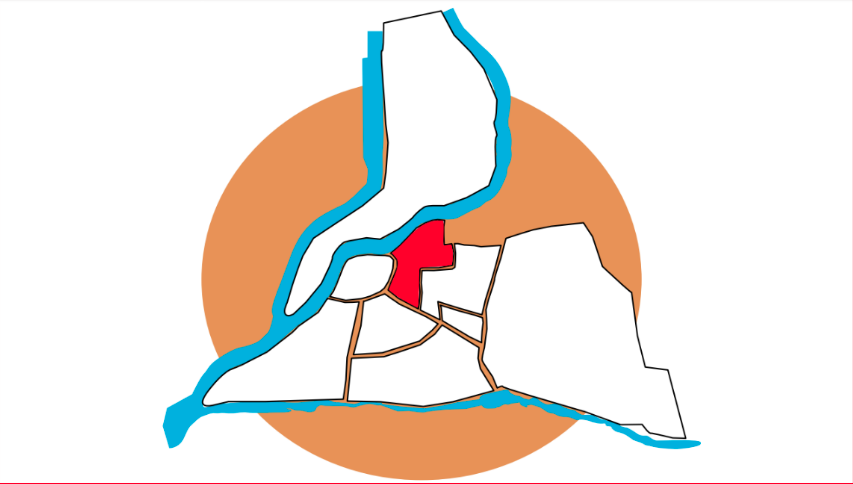
Localisation du quartier Nord sur la carte de la ville d'Avignon.

### Localisation
Ce quartier est délimité :
- à l'est, par la rocade Charles-de-Gaulle, la route de Morières et les avenues Jean-Boccace et Colchester qui le sépare du quartier Est ;
- au nord, par le Rhône qui le sépare du quartier Barthelasse-Piot ;
- à l'ouest, par le boulevard Limbert qui le sépare du quartier Centre ;
- au sud, par la route de Montfavet qui le sépare du quartier Nord Rocade.

### Administration
Le quartier compte actuellement une mairie annexe située au no 34 avenue Jean-Boccace.

### Transports en commun
Le quartier est desservi par le réseau Orizo.

#### Bus et Chron'hop
Les lignes   C2   C3   4   5   7   8   9   11   23   24   28   CZen-It   CZen-Hal  desservent le quartier Nord.

#### Vélopop'
Le quartier Nord possède plusieurs stations Vélopop' du réseau Orizo.

## Quartier Ouest

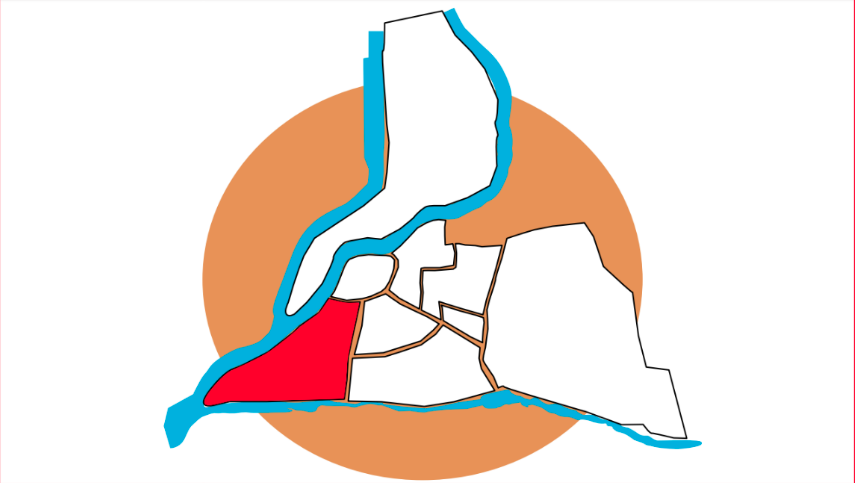
Localisation du quartier Ouest sur la carte de la ville d'Avignon.

### Localisation
Ce quartier est délimité :
- à l'est, par les avenues Saint-Ruf et Tarascon qui le sépare des quartiers Nord Rocade et Sud Rocade ;
- au nord, par le boulevard Saint-Roch qui le sépare du quartier Centre ;
- à l'ouest, par le Rhône qui le sépare de la ville des Angles dans le Gard ;
- au sud, par la Durance qui le sépare des villes de Barbentane et Rognonas dans les Bouches-du-Rhône.

### Administration
Le quartier compte actuellement une mairie annexe située au no 30 avenue Monclar.

### Transports en commun
Le quartier est desservi par le réseau Orizo.

#### Bus et Chron'hop
Les lignes   C2   4   5   6   9   10   11   20   30   CZen-Rep  desservent le quartier Ouest.

#### Tramway
La ligne   T1  dessert le quartier en périphérie, aux stations : Saint-Roch - Université des Métiers, Gare Centre - République, Arrousaire - Saint-Ruf, Place Saint-Ruf et Jouveau - Stade Baizet.

#### Vélopop'
Le quartier Ouest possède plusieurs stations Vélopop' du réseau Orizo.

## Quartier Est

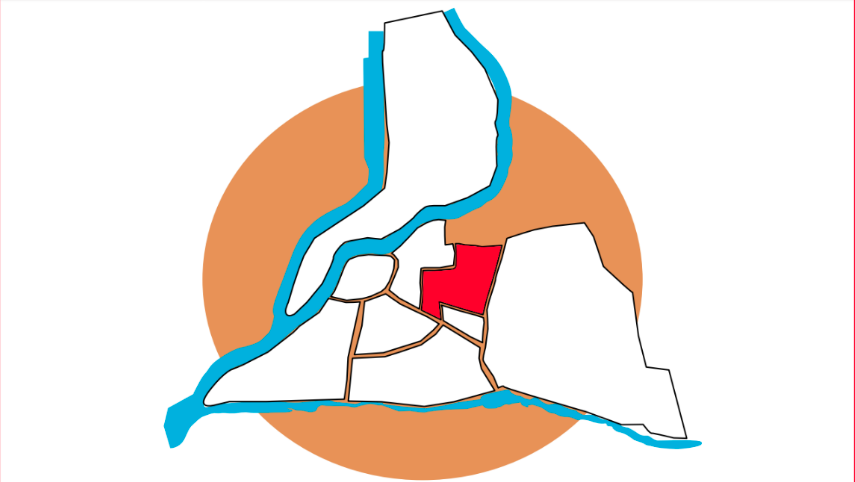
Localisation du quartier Est sur la carte de la ville d'Avignon.

### Localisation
Ce quartier est délimité :
- à l'est, par l'avenue de l'Amandier qui le sépare du quartier Montfavet ;
- au nord, par la route de Morières qui le sépare de la ville du Pontet ;
- à l'ouest, par la rocade Charles-de-Gaulle et les avenues de la Folie et de Colchester qui le sépare du quartier Nord ;
- au sud, par la route de Montfavet qui le sépare du quartier Nord Rocade.

### Administration
Le quartier compte actuellement une mairie annexe située au no 8 rue Laurent-Fauchier.

### Transports en commun
Le quartier est desservi par le réseau Orizo.

#### Bus
Les lignes   4   7   9   11   13   14  desservent le quartier Est.

#### Vélopop'
Le quartier Est possède plusieurs stations Vélopop' du réseau Orizo.

## Quartier Montfavet

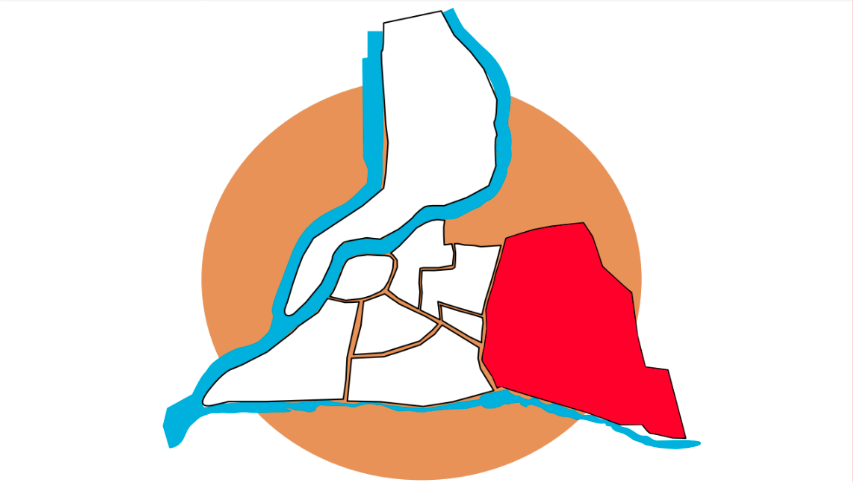
Localisation du quartier Montfavet sur la carte de la ville d'Avignon.

### Localisation
Ce quartier est délimité :
- à l'est, par le canal Crillon et l'autoroute A7 qui le sépare des villes de Caumont-sur-Durance et Morières-lès-Avignon ;
- au nord, par la route de Réalpanier qui le sépare de la ville du Pontet ;
- à l'ouest, par les avenues de l'Amandier et de la Croix-Rouge qui le sépare des quartiers Est, Saint-Chamand et Sud Rocade ;
- au sud, par la Durance qui le sépare des villes de Châteaurenard et Noves dans les Bouches-du-Rhône.

### Administration
Le quartier compte actuellement une mairie annexe située au no 8 square des Cigales.

### Transports en commun
Le quartier est desservi par le réseau Orizo.

#### Bus et Chron'hop
Les lignes   C3   4   6   9   11   12   13   14   22   30  desservent le quartier Montfavet.

#### Vélopop'
Le quartier Montfavet possède plusieurs stations Vélopop' du réseau Orizo.

## Quartier Nord Rocade

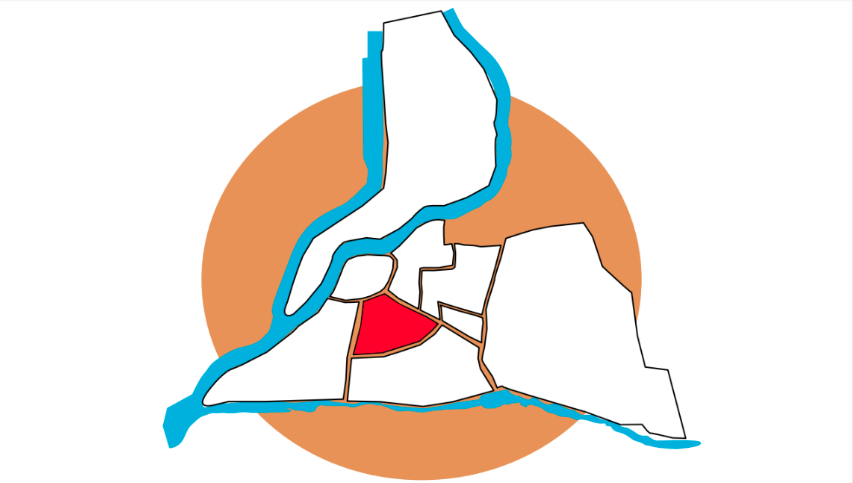
Localisation du quartier Nord Rocade sur la carte de la ville d'Avignon.

### Localisation
Ce quartier est délimité :
- à l'est, par l'avenue Pierre-Semard et les voies ferrées du Technicentre SNCF Région Sud qui le sépare des quartiers Nord et Est ;
- au nord, par le boulevard Saint-Michel qui le sépare du quartier Centre ;
- à l'ouest, par les avenues Saint-Ruf et de Tarascon qui le sépare du quartier Ouest ;
- au sud, par la rocade Charles-de-Gaulle qui le sépare du quartier Sud Rocade.

### Administration
Le quartier compte actuellement une mairie annexe située au no 106 avenue de la Trillade.

### Transports en commun
Le quartier est desservi par le réseau Orizo.

#### Bus et Chron'hop
Les lignes   C3   6   28   30  desservent le quartier Nord Rocade.

#### Tramway
La ligne   T1  dessert le quartier en périphérie, aux stations : Arrousaire - Saint-Ruf, Place Saint-Ruf, Jouveau - Stade Baizet, Olivades , Trillade - Médiathèque et Les Sources.

#### Vélopop'
Le quartier Nord Rocade possède plusieurs stations Vélopop' du réseau Orizo.

## Quartier Sud Rocade

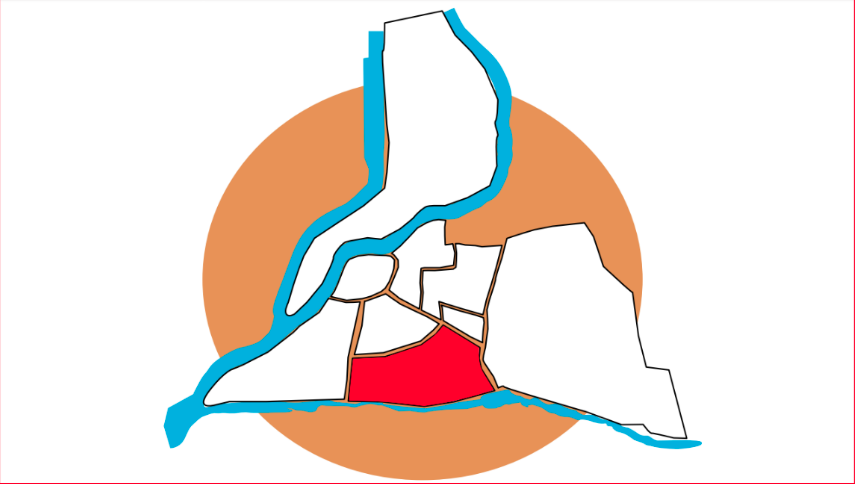
Localisation du quartier Sud Rocade sur la carte de la ville d'Avignon.

### Localisation
Ce quartier est délimité :
- à l'est, par les avenues de la Croix-Rouge et Pierre-Semard qui le sépare des quartiers Montfavet et Saint-Chamand ;
- au nord, par la rocade Charles-de-Gaulle qui le sépare du quartier Nord Rocade ;
- à l'ouest, par l'avenue de Tarascon qui le sépare du quartier Ouest ;
- au sud, par la Durance qui le sépare de la ville de Châteaurenard.

### Administration
Le quartier compte actuellement une mairie annexe située au no 01 place Alexandre-Farnese.

### Transports en commun
Le quartier est desservi par le réseau Orizo.

#### Bus et Chron'hop
Les lignes   C3   6   28   30  desservent le quartier Sud Rocade.

#### Tramway
La ligne   T1  dessert le quartier en périphérie, aux stations : Olivades , Trillade - Médiathèque, Les Sources et Barbière - Cap Sud.

#### Vélopop'
Le quartier Sud Rocade possède plusieurs stations Vélopop' du réseau Orizo.

## Quartier Barthelasse-Piot

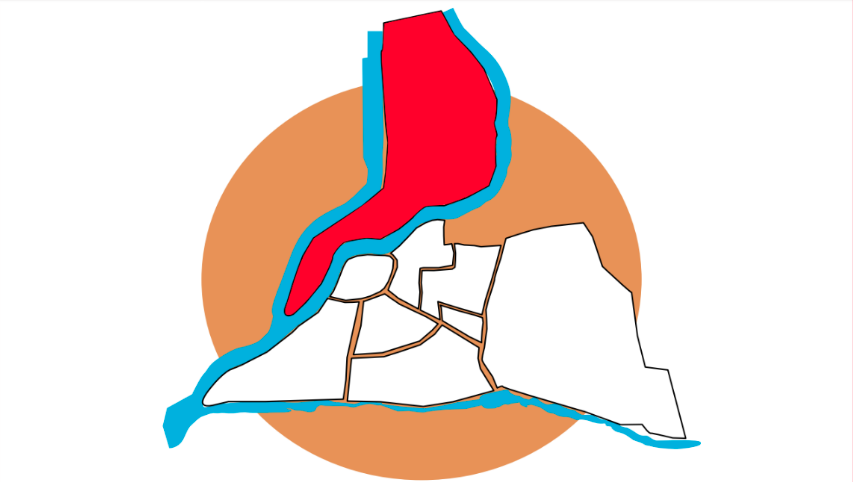
Localisation du quartier Barthelasse-Piot sur la carte de la ville d'Avignon.

### Administration
Le quartier compte actuellement une mairie annexe située à la Villa Avenio, Chemin CD 228.

### Transports en commun
Le quartier est desservi par le réseau Orizo.

#### Bus
Les lignes   5   15   16   18   20   23   25   26   NP  desservent le quartier Barthelasse-Piot.

#### Vélopop'
Le quartier Barthelasse-Piot possède plusieurs stations Vélopop' du réseau Orizo.

## Quartier Saint-Chamand

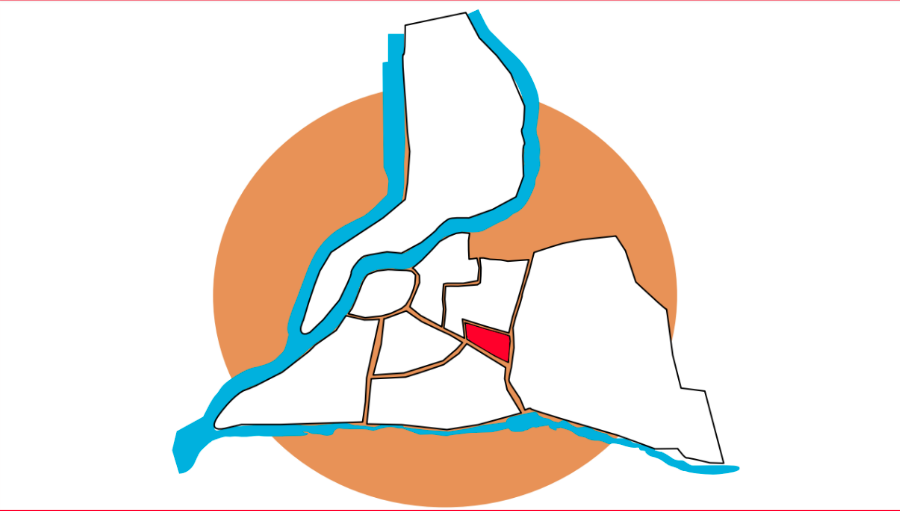
Localisation du quartier Saint-Chamand sur la carte de la ville d'Avignon.

### Localisation
Ce quartier est délimité :
- à l'est, par l'avenue de l'Amandier qui le sépare du quartier Montfavet ;
- au nord, par l'avenue de Saint-Chamand qui le sépare du quartier Est ;
- à l'ouest, par la rocade Charles-de-Gaulle qui le sépare du quartier Nord Rocade ;
- au sud, par l'avenue Pierre-Semard qui le sépare du quartier Sud Rocade.

### Administration
Le quartier Saint-Chamand compte actuellement une mairie annexe située au no 8 avenue François-Mauriac.

### Transports en commun
Le quartier est desservi par le réseau Orizo.

#### Bus et Chron'hop
Les lignes   C3   6   12   14   22   30  desservent le quartier Saint-Chamand.

#### Tramway
La ligne   T1  dessert le quartier à la station : Saint-Chamand - Plaine des Sports.

#### Vélopop'
Le quartier Saint-Chamand possède plusieurs stations Vélopop' du réseau Orizo.